# Одометр

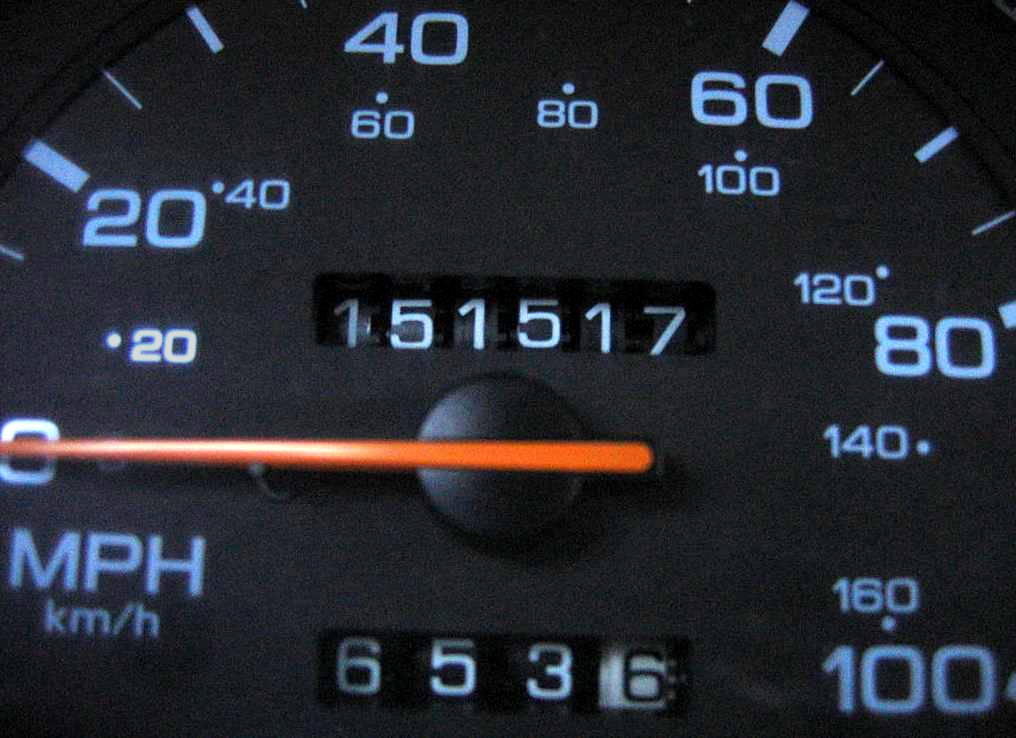
Механічний одометр

Одо́метр (дав.-гр. ὁδόμετρον від ὁδός — «шлях, дорога» та μέτρον — «міра») — пристрій для вимірювання відстані, що подолав транспортний засіб. Одометр може бути механічним або електричним.
Вітрувій приписує винахід одометра Архімедові в роки Першої Пунічної війни. Одометр описується як віз із механізмом, який вкидав кулю до контейнера після кожної пройденої милі подорожі. За іншою версією, його винайшов інший давньогрецький інженер та винахідник Герон Александрійський.